# Helmut Ammann

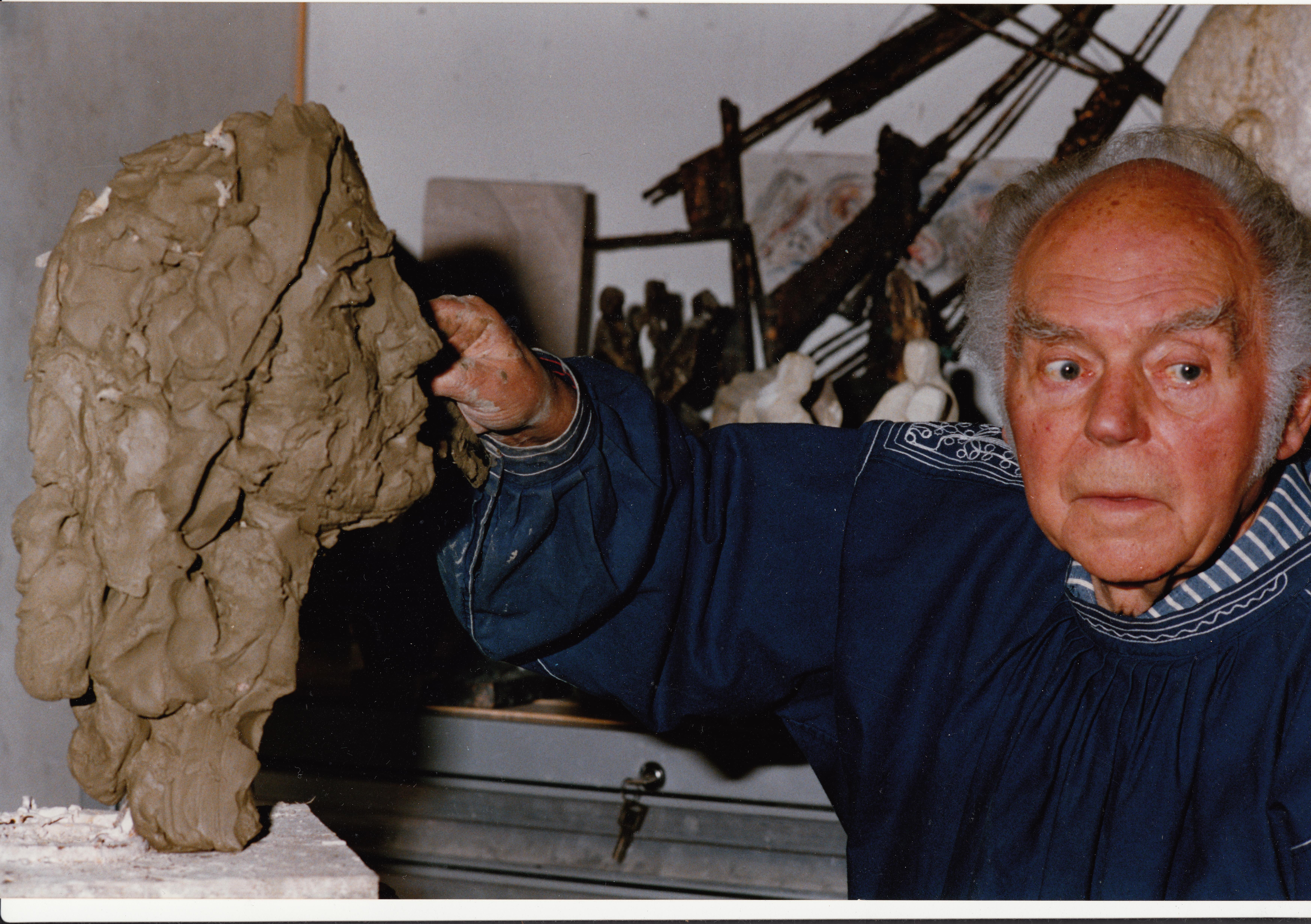
Helmut Ammann beim Porträtieren

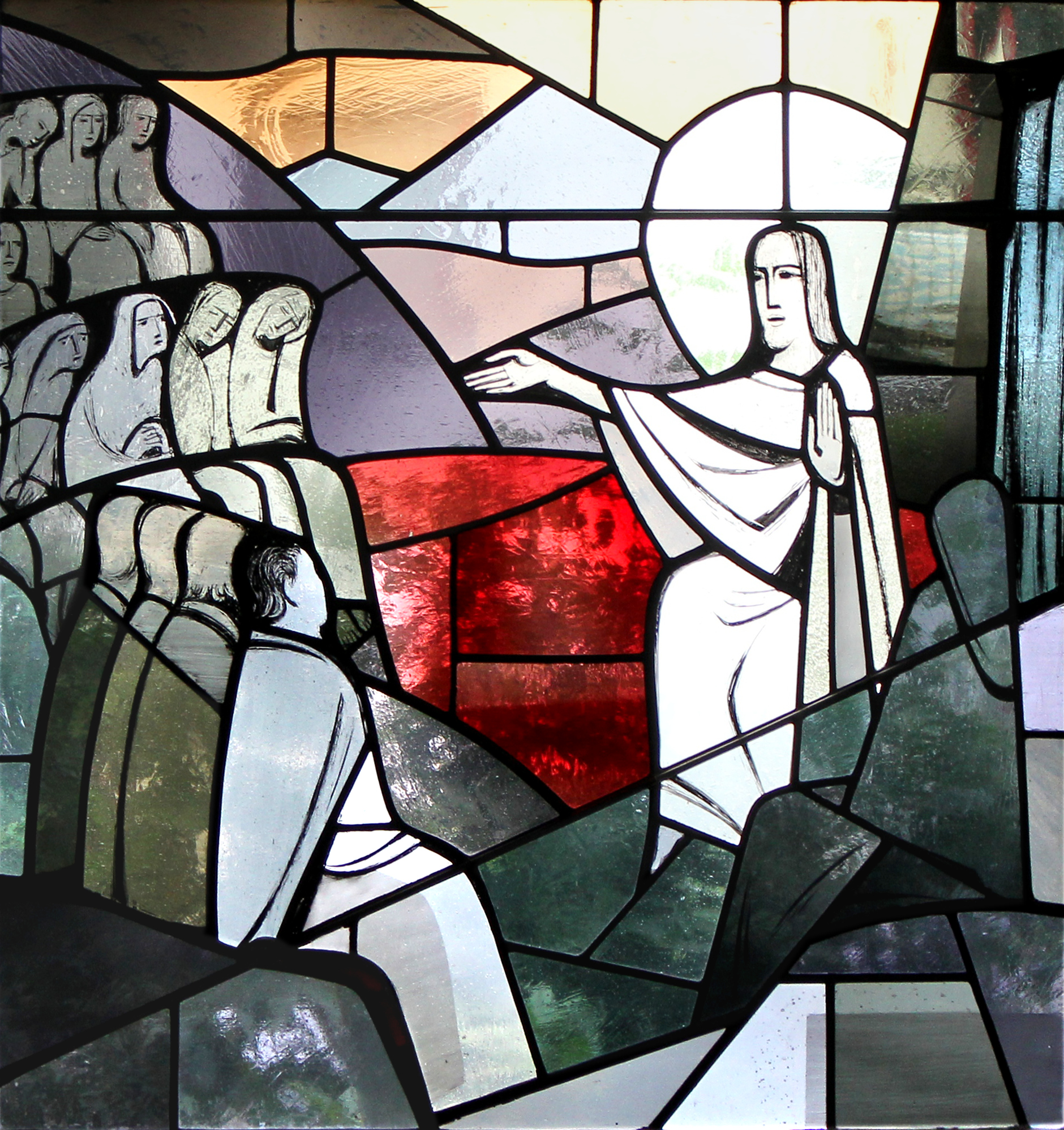
Bergpredigt von Helmut Ammann, Fenster in der Erlöserkirche Bad Wörishofen

Helmut Ammann (* 21. Oktober 1907 in Shanghai; † 28. Januar 2001 in Pöcking am Starnberger See) war ein Schweizer Bildhauer, Maler, Graphiker und Glasmaler. Er lebte seit Anfang der dreißiger Jahre in München, wo er sechzig Jahre lang als freier Bildhauer arbeitete. Der chinesische Geburtsort prägte zeitlebens sein fernöstlich-philosophisches Denken, sein großbürgerliches protestantisches Elternhaus seine tiefe Gläubigkeit. Beides war für seine Arbeiten von großer Wichtigkeit.

## Leben und Wirken

### Jugend und Ausbildung
Der Schweizer Helmut Ammann, geboren 1907 in Shanghai als Sohn von Waldemar Ammann, dem Gründer und Leiter der dortigen „Deutschen Medizinschule“, wuchs in Berlin auf. Schon als Jugendlichen faszinierten ihn Rezitation und Theater, Musik und Malerei, die er zu seinem Beruf machen wollte. Diese musische Grundbildung formte in vielfältiger Weise auch seine späteren Arbeiten. Ein Aufenthalt in Paris ermöglichte ihm 1927 Studien bei Bildhauern wie Émile-Antoine Bourdelle, Ossip Zadkine und Charles Despiau. 1930–1932 folgte ein Studium der Bildhauerei an der Vereinigte Staatsschulen für freie und angewandte Kunst in Berlin bei Otto Hitzberger und Wilhelm Gerstel, 1933 schlossen sich Grafikstudien an der Akademie der Bildenden Künste in München bei Adolf Schinnerer an. Seit 1942 stand er mit dem Münchner Bildhauer Karl Knappe in einem intensiven künstlerischen Dialog.

### Die Jahre 1933 bis 1945
Als Schweizer Staatsbürger war er von den Maßnahmen des NS-Regimes wenig betroffen. Er leistete kurze Wehrübungen in der Schweiz ab und musste nicht in den Krieg ziehen. Er gehörte jedoch zum ferneren Freundeskreis der „Weißen Rose“: Alexander Schmorell, der Bildhauer werden wollte, bewahrte sein Werkzeug in Ammanns Atelier auf. Bei zwei Treffen vor der Verhaftung der studentischen Widerstandsgruppe war das Ehepaar Ammann zusammen mit den Geschwistern Scholl, Christoph Probst und Kurt Huber zu einem geselligen Abend unter Freunden und Künstlern in der Kaulbachstraße eingeladen. Warnungen vor übereiltem, unüberlegtem Vorgehen blieben ungehört. Ein Bombentreffer zerstörte 1943 Ammanns Münchner Atelier, woraufhin er mit seiner Frau Carmen bis 1947 nach Castell in Unterfranken evakuiert wurde.

### Reaktionen auf den Krieg

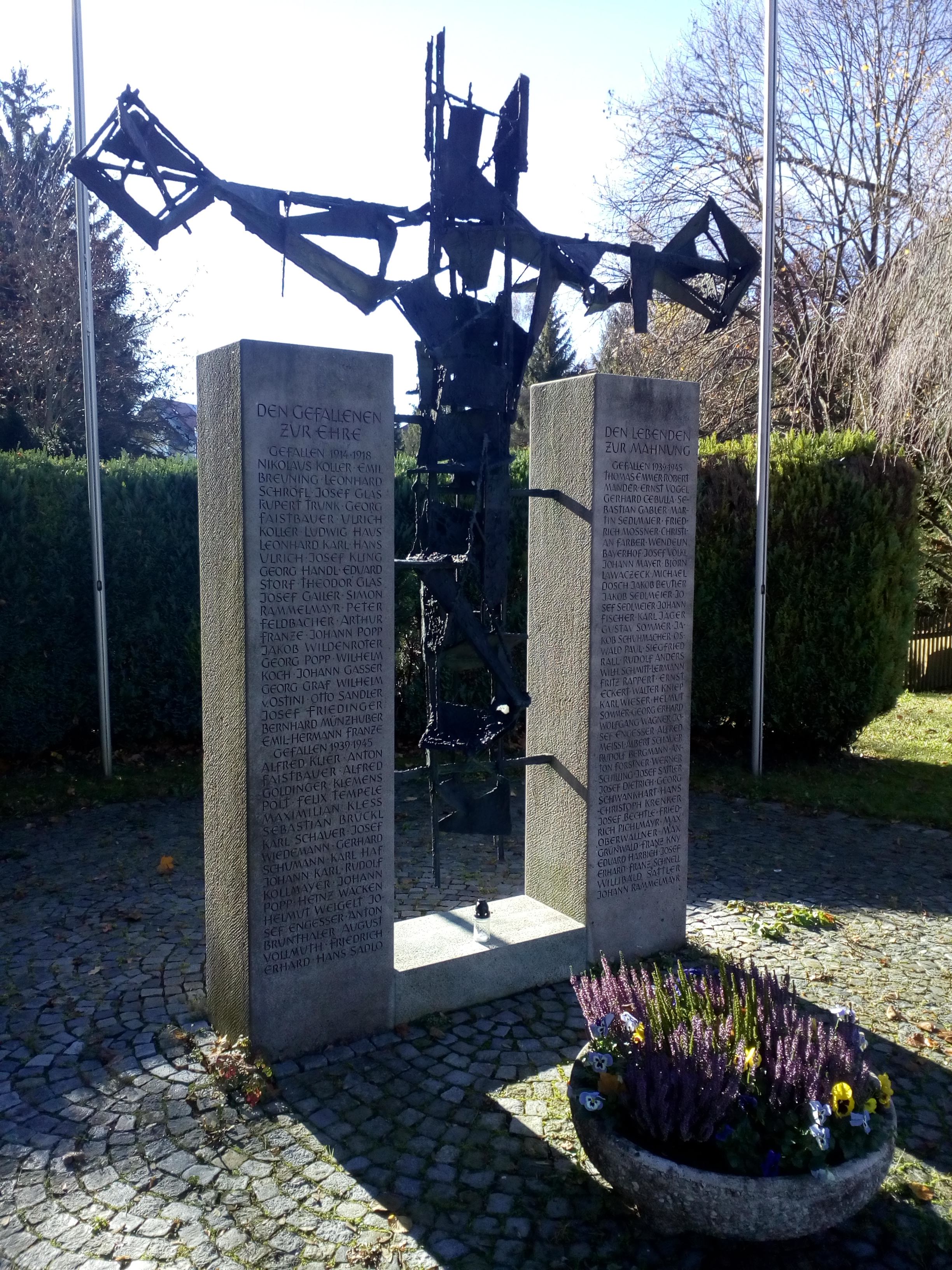
Kriegerdenkmal Pöcking, 1983

Helmut Ammann sagte, er habe „seine Waffen“ gegen den Krieg erst nach 1945 gefunden. Er schuf einige Werke, die als rückblickende Zeitkommentare zu bewerten sind: Die Klage, der Schmerz, Kain und Abel und andere mehr. Vor allem sein Mahnmal gegen den Krieg in Pöcking am Starnberger See aus dem Jahre 1983 fasst Mahnung und Erinnerung in eine Form. Ein „politischer Künstler“ war er jedoch nicht.

### Familie und Freunde
Helmut Ammann war von 1935 bis 1976 mit Carmen Inés Stubenrauch verheiratet, als Tochter deutscher Eltern in Valparaíso, Chile, geboren. Sie war in der Kunst Vorbild für viele seiner Frauengestalten. Nach ihrem Tod lebte Ammann über 20 Jahre mit Gisela Krauss van Erkelens, die auch die Betreuung seiner Werke übernahm.(* 8. Juni 1956 in Zürich). Die deutsche Historikerin Marita Krauss ist seine Stieftochter.
Ammann pflegte intensive Künstlerfreundschaften, so mit den Malern und Literaten des Seerosenkreises, mit dem Pianisten Claudio Arrau oder dem Maler, Glasfensterkünstler und Musiker Franz Grau; aber auch mit seinem Zeichenlehrer am Gymnasium Berlin-Friedenau, Graphiker und Maler Ernst Zipperer, der ihn früh prägte und mit dem er in enger Freundschaft bis zu dessen Tod 1982 verbunden war. Mit einigen evangelischen Dekanen und Pfarrern wie dem Würzburger Wilhelm Schwinn, Dietrich Barnstein aus Bad Honnef oder dem Theologieprofessor Richard Riess fühlte er sich über das theologische Gespräch und den freundschaftlichen Umgang verbunden. Die fruchtbare Zusammenarbeit mit Architekten wie Reinhard Riemerschmid (1914–1996) oder Olaf Andreas Gulbransson beim Wiederaufbau von Kirchen basierte auch auf persönlicher Freundschaft.

## Werk und Rezeption

### Bildnerische und zeichnerische Arbeiten
Helmut Ammann war mit vielen Materialien künstlerisch tätig: Er arbeitete in Holz, Stein und Bronze, er setzte Steinmosaike und Glasfenster, er war Maler und Grafiker und er fertigte zahlreiche Holzschnitte und Radierungen. Zudem entstanden weit über 5000 Skizzen „Anonymer Zeitgenossen“ in der Bahn, in Cafés oder auf Tagungen. Für seine Frau Carmen zeichnete er über 25 Jahre Morgengrüße an Carmen, ein grafisches Tagebuch, von dem etwa 800 Blätter erhalten sind. In der „Seerosenen“-Zeit entstanden von ihm Schüttelverse wie (erinnert von Irene Hallmann(-Strauss)): „Kein Mensch hat zu übertünchen Mut, / was Lothar Diez für München tut.“

#### Im Auftrag der evangelischen Kirche
Die Evangelische Kirche war für den freien Bildhauer Helmut Ammann fast dreißig Jahre lang wichtigster Auftraggeber: Die gestalterische Lösung von Altären, Leuchtern, Taufsteinen, Kirchenfenstern stand von den 1930ern bis weit in die 1960er Jahre im Mittelpunkt seines Schaffens. Dafür gewann er auch etliche große Wettbewerbe. Über einen Zeitraum von 60 Jahren entstanden über 70 große Kirchenfenster in 25 Kirchen in Deutschland, so in der Christuskirche und in der Lutherkirche München, in der Ansgariikirche Bremen, in der Weilheimer Apostelkirche, in der Schlosskirche Meisenheim und der gotischen Klosterkirche Lambrecht (Pfalz) oder auch in Nürnberg. Ferner schuf er zahlreiche große Holzschnitzwerke wie in Würzburg die Kreuzigungsgruppe in St. Stephan oder den Wiederkehrenden Christus in St. Johannis in Würzburg, ferner große Kruzifixus und Flügelaltäre in Bielefeld, in der Hospitalkirche Hof, Marxgrün oder München.

#### Im öffentlichen Raum

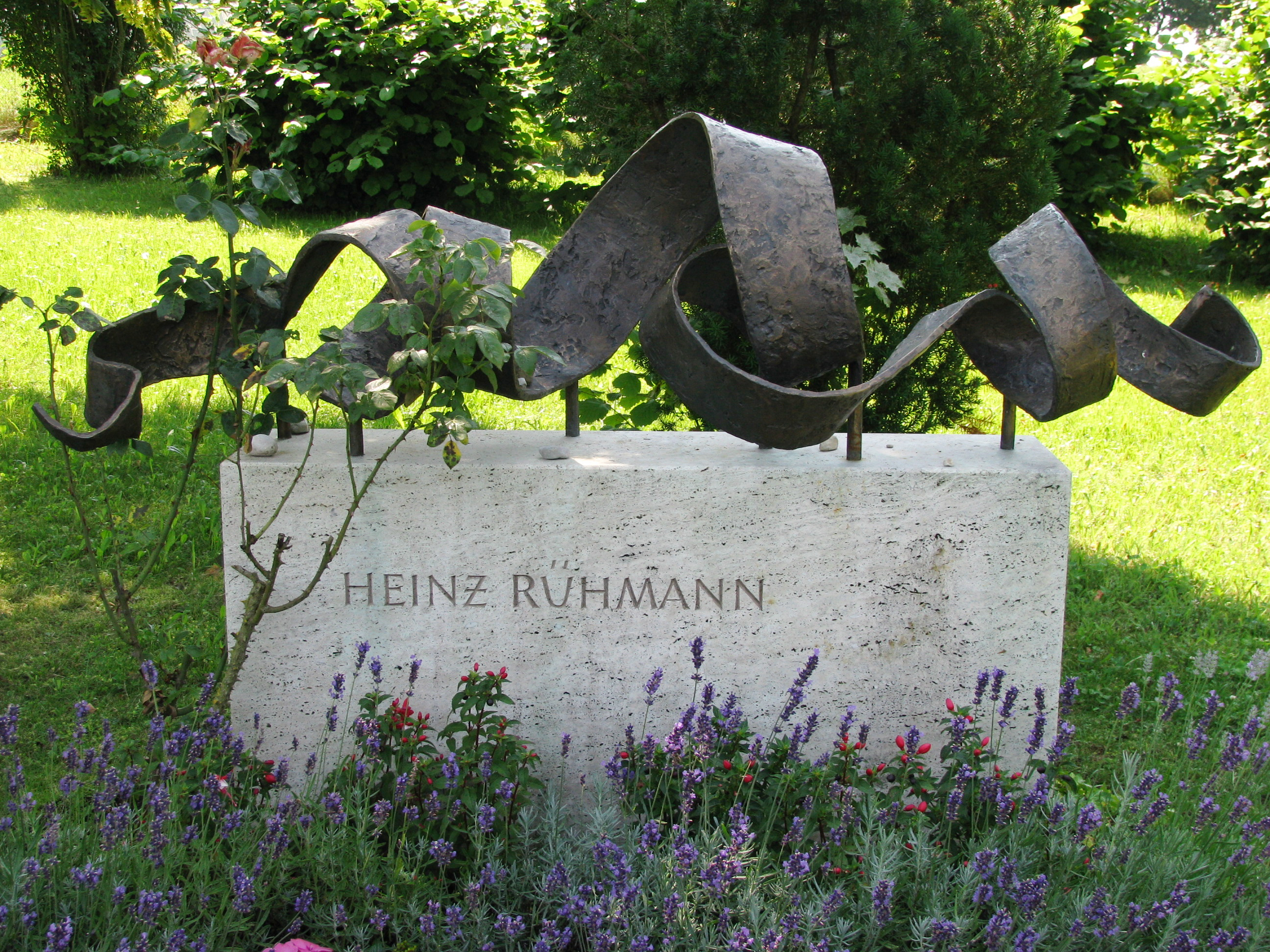
Grabstein für Heinz Rühmann

Im öffentlichen Raum finden sich Werke wie Die Verstrickung (1977, Europäisches Patentamt, München), die Drei Zeitungsleser für den Presseclub in Bonn (1982), in Starnberg die Holzskulptur Nepomuk (1981) oder in der Evangelischen Akademie in Tutzing die Figurengruppe Das Gespräch. Für die Ehrenhalle des Deutschen Museums schuf er die Marmorbüsten der Physiker Werner Heisenberg (1991) und Otto Hahn (1976), für das Kantonsspital Schaffhausen / Schweiz die große Steingruppe Ross und Wächter aus Muschelkalk (1959/1961). Für Heinz Rühmann entstand 1995 der Grabstein, ein Bronzeband auf Travertin.

#### Als Porträtist

Helmut Ammann portraitiert den Schriftsteller Martin Gregor-Dellin, (August 1986)

Als Porträtist bekannter Persönlichkeiten schuf er weit über 100 Arbeiten in Bronze und Stein. Er porträtierte den Dirigenten Hans Knappertsbusch (1966, Prinzregententheater München), den Regisseur und Intendanten Wieland Wagner (1968, Stadthalle Bayreuth) und den Pianisten Jan Odé (1969, Musikkonservatorium); die Schriftsteller Leonhard Frank (1963, Gewerkschaftshaus Würzburg), Martin Gregor-Dellin (1986, Privatbesitz) und Heinz Flügel (1976); den Unternehmer Rolf Rodenstock (1987, Industrie- und Handelskammer, München), den Wirtschaftspolitiker David Hansemann (1987, Deutscher Industrie- und Handelstag in Bonn) und den Banker Ernst Matthiensen (1972, Investmentinstitut Frankfurt, Privatbesitz New York); den Universitätsprofessor für Dermatologie Alfred Marchionini (1965, Universitätsklinik München) und den Universitätsprofessor für Chemie Heinz A. Staab (1993, Max-Planck-Gesellschaft, München).

### Poetisch-literarische Werke
Für Helmut Ammann war das Tagebuchschreiben ein Medium der künstlerischen Reflexion: „Aufgabe des Bildhauers ist es, ‚Gegenwart‘ zu schaffen, so dass Vergangenheit und Zukunft in ihr aufgehen. Die Intensität des Handelns im Stoff schafft Spuren der Gegenwärtigkeit, die dann gleich sind der Gegenwärtigkeit des Handelns“. Bei der Arbeit versenkte er sich wie in einer Meditation; das Tagebuch ermöglichte ihm die nötige Distanz. Im Tagebuch notierte Helmut Ammann vielfältige künstlerische Überlegungen, auf die er später zurückgreifen konnte und die ihm ein wichtiger Ideenfundus waren. Zugleich schrieb er zahlreiche Vorträge und Reflexionen zur Kunst, ein umfängliches autobiografisches Romanfragment, zahlreiche Gedichte und Erzählfragmente.

## Ausstellungen

### Einzelausstellungen
- 1976: Katholische Akademie in München
- 1979: „Retrospektive“, Museum Schaffhausen
- 1982: Presseclub Bonn
- 1987: „Entwicklungen“, Ignaz-Günther-Haus, München
- 1987: „Das neue Gesicht“, im Schweizerhaus, München (zum 80. Geburtstag)
- 1997: „Retrospektive zum 90. Geburtstag“, Kunsträumen der Dresdner Bank, München

### Gruppenausstellungen
mit der Neuen Münchner Künstlergenossenschaft im Haus der Kunst (seit 1950; auch Juror für Abt. Skulptur), mit den Künstlern der Seerose, aber auch z. B. auf den Evangelischen Kirchentagen in Nürnberg (1979), Düsseldorf (1985) oder Frankfurt (1987)

## Auszeichnungen
- 1966: Schwabinger Kunstpreis, München
- 1971: Albert-Schweitzer-Preis für Kunst, Amsterdam
- 1984: Pygmalionmedaille: Preis der deutschen Kunststiftung der Wirtschaft, München
- 1995: Großer Preis der Bayerischen Volksstiftung, München

## Veröffentlichungen

### Texte
- mit Robert M. Helmschrott: Rufe, Texte, Töne. Bilder zur Meditation. München 1985.
- Gedichte in Stein. Memmingen 1987.
- Geheime Grundstrukturen und sonderbare Konjunkturen des Zufalls. In: Richard Riess (Hg.): Drei Zeilen trage ich mit mir. Worte, die ein Leben begleiten. Freiburg im Breisgau 1995, S. 178–183.

- Werktagebücher, herausgegeben von Erich Kasberger
  - Der ganze Himmel ist mit tausend Offenbarungen in mich gefallen und ich in ihn … Werktagebücher eines Bildhauers und Malers, Bd. 1, 1921–1965. München 2007.
  - Spur und Siegel meiner Jahre …. Werktagebücher Bd. 2, 1966–1996. München 2007.
  - Fragmente, Zyklen, Reflexionen. Werktagebücher Bd. 3, 1966–1996. München 2015.
  - Morgengrüße an Carmen, Werktagebücher Bd. 4, 1950–1976. München 2009.
  - GlasFensterKunst, Werktagebücher Bd. 5, 1934–1992. München 2017.